# Karin Fredga
Karin Fredga, född den 31 maj 1884 i Göteborg, död den 4 februari 1972 i Stockholm, var en svensk musikpedagog. Hon var syster till Carl Fredga.
Fredga studerade i Göteborgs musei rit- och målarskola för Carl Wilhelmson, piano och harmoni för Knut Bäck samt vid Dalcrozeinstituten i Genève och Paris. Hon grundade Svenska Dalcrozeinstitutet i Stockholm 1926 och var föreståndare där. Karin Fredga var lärare vid Dalcrozeinstitutet i Paris 1930–1933 samt vid Operaskolan och Musikhögskolan i Stockholm 1935–1954.